# Rafael Arévalo
Rafael Arévalo (ur. 4 lipca 1986 w Sonsonate) – salwadorski tenisista.
Jest starszym bratem Marcela Arévala, również tenisisty.
Karierę zawodową Arévalo rozpoczął w 2003 roku. W zawodach z serii ITF Men's Circuit wygrał dwa tytuły.
W 2008 roku otrzymał zaproszenie do występu w turnieju gry pojedynczej mężczyzn podczas igrzysk olimpijskich w Pekinie. W I rundzie pokonał Lee Hyunga-taika, a następnie przegrał z Rogerem Federerem.
Od 2003 roku Arévalo reprezentuje Salwador w Pucharze Davisa.
W rankingu gry pojedynczej Arévalo najwyżej był na 374. miejscu (18 sierpnia 2008).